# Ялівець (фільм)
«Ялівець» (англ . The Juniper Tree) — ісландський середньовічний фантастичний фільм 1990 року, сценарист і режисер Ніцка Кін. Фільм був знятий у 1986 році у чорно-білому режимі з невеликим бюджетом за мотивами казки братів Грімм «Ялівець». У головних ролях Б'єрк Ґудмундсдоттір, Бріндіс Петра Брагадоттір, Ґурун Ґісладоттір, Вальдімар Орн Флюгенрінг і Гейрлауг Сунна Þормар.
Прем'єра фільму «Ялівець» відбулася у 1991 році на кінофестивалі «Санденс», де він був відібраний для змагання за Головний приз журі — драматичний фільм.

## Сюжет
В Ісландії дві сестри, Маргіт та її старша сестра Катла, втікають із дому після того, як їхню матір побили камінням і спалили за чаклунство. Вони йдуть туди, де їх ніхто не знає, і знаходять Йоганна, молодого вдівця, який має сина на ім'я Йонас. Щоб спокусити Йоганна Катла використовує магічні сили, і вони починають жити разом.
Маргіт і Йонас стають друзями. Однак Йонас не сприймає Катлу як свою мачуху і намагається переконати свого батька залишити її. Магічна сила Катли надто сильна, і хоча він знає, що повинен залишити її, він не може. У видіннях Маргіт з'являється її мати, а мати Йонаса постає у вигляді ворона, щоб принести йому чарівне перо. Згодом Катла вбиває хлопчика, викликавши його стрибнути зі скелі, щоб довести, що мати його врятує. Маргіт розуміє, що зробила її сестра, але мовчить.
Одного разу вона чує пташиний спів і думає, що це повернувся Йонас. Вона розповідає про це Йоганну та заявляє, що її сестра не хотіла вбивати його сина. Катла тікає, залишаючи Маргіт жити з Йоганном. Згодом Йоганн також йде, а Маргіт залишається розраджувати себе створенням фольклорних історій про птахів.

## Акторський склад
- Б'єрк Гудмундсдоттір — Маргіт
- Бріндіс Петра Брагадоттір — Катла
- Ґурун Ґісладоттір — мати Маргіт і Катли
- Вальдімар Орн Флюгенрінг — Йоганн
- Гейрлауг Сунна Тормар — Джонас

## Виробництво
Основна зйомка з низьким бюджетом відбулася в 1986 році в Ісландії. Фільм був знятий у чорно-білому кольорі, щоб підкреслити його драматичний зміст і як джерело для перенесення історії в Середньовіччя. Деякі сцени були зняті біля базальтових колон Рейнісф'яра та водоспаду Сельяландсфосс на південному узбережжі Ісландії.

## Поширення
Через фінансові проблеми фільм вийшов у прокат до 1990 року, коли змагався за головний приз журі на кінофестивалі Санденс. Він був відновлений до роздільної здатності 4K Центром досліджень кіно та театру, Вісконсин, прем'єра якого відбулася 10 листопада 2018 року на AFI Fest. Обмежений прокат фільма відбувся 15 березня 2019 року.
Компанія Rhino Home Video випустила фільм на VHS у 1995 році та на DVD у 2002 році. 

### Критика
Гленн Кенні з The New York Times високо оцінив режисуру Кіна та «феєричну» гру Б'єрк. Девід Ерліх з IndieWire дав фільму «B+» і написав: «Чудовий виступ 21-річної Б'єрк є однією з багатьох причин подивитися нещодавно відреставроване середньовічне фентезі Ніцки Кіна».